# Kasteel van Pietelbeek

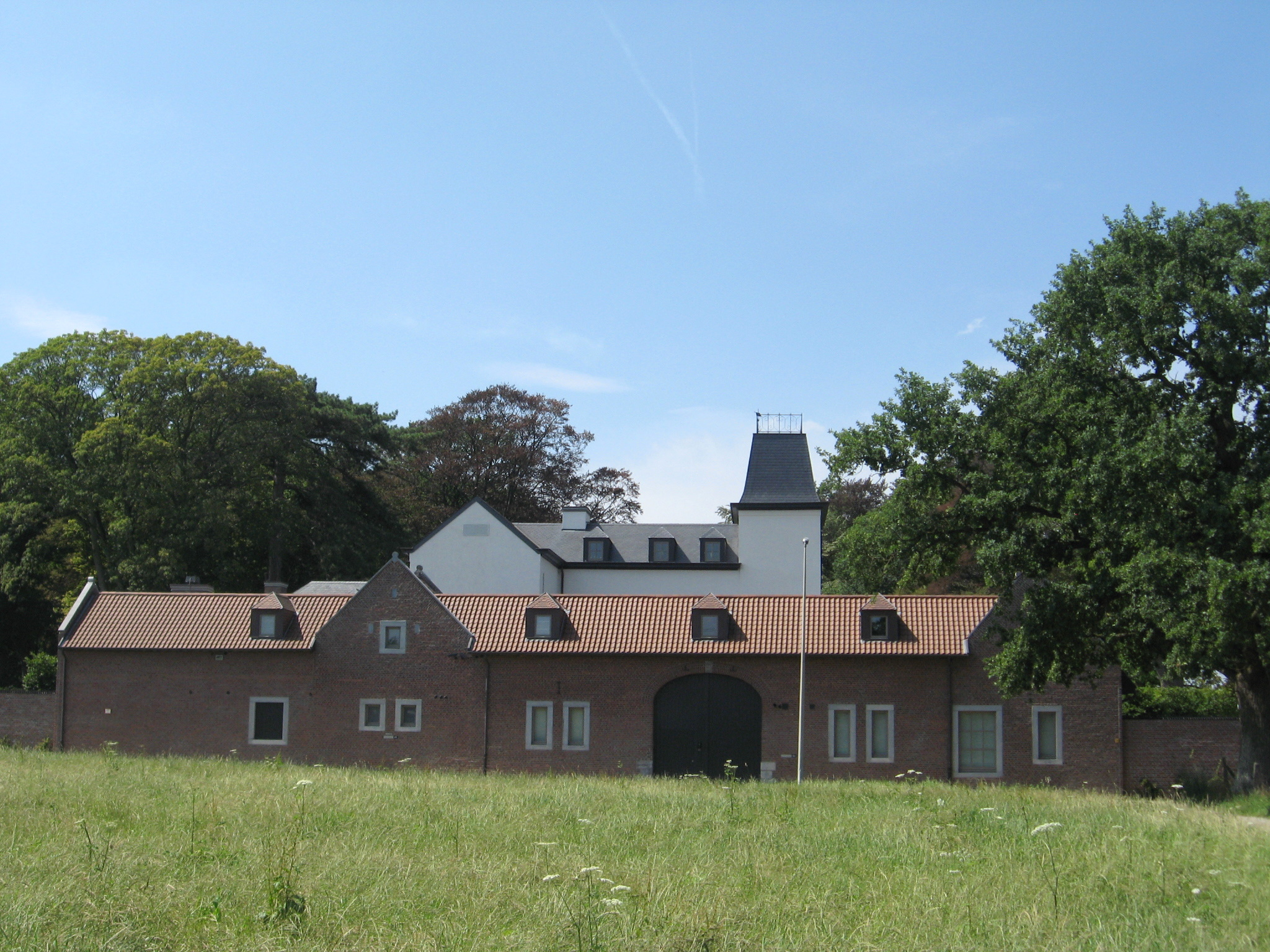
Kasteel van Pietelbeek

Het Kasteel van Pietelbeek is een herenhuis dat gelegen is aan de Pietelbeekstraat 85 ten noorden van Rapertingen.
Het betreft een neoclassicistisch herenhuis dat gebouwd is in de 2e helft van de 19e eeuw. Het is een L-vormig bouwwerk waarvan het merkwaardigste element een torenachtig bouwsel van drie bouwlagen is, dat wordt gedekt door een afgeknot schilddak.
In de directe nabijheid van dit kasteeltje ligt de Pietelbeekwinning, een boerderij waarvan de ingangspoort uit 1767 dateert en die vroeger een gesloten hoeve is geweest.
Ten westen van het kasteel bevindt zich een park.